# Limenitis aemonia
Limenitis aemonia är en fjärilsart som beskrevs av Gustav Weymer 1883. Limenitis aemonia ingår i släktet Limenitis och familjen praktfjärilar. Inga underarter finns listade i Catalogue of Life.